# 기타산조역
기타산조역(일본어: 北三条駅)은 일본 니가타현 산조시에 있는, 동일본 여객철도의 철도역이다. 야히코 선이 지나간다.

## 역 구조
단식 1면 1선 구조의 고가역이다. 승강장은 선로 서쪽에 있다. 니가타 현의 JR 재래선 역들 중 유일한 고가역이다.
역 업무는 JR 니가타 비지니스가 대신 하고 있으며, 오전 7시 30분부터 오후 6시까지 초록 창구를 영업하고 있다. 역 구내에는 간이 스이카 개찰기, 자동발권기, 맞이방, 자동판매기, 화장실 등이 있다.
스이카 및 제휴 교통카드의 사용이 가능하다.

## 역세권 정보
- 산조시청사
- 산조 시립 도서관
- 산조 우체국
- 산조 종합체육관
- 산조 시립 역사민속산업자료관

## 역사
- 1925년 4월 10일 - 에치고 철도의 쓰바메 역 ~ 이치노키도 구간의 철도 개통과 동시에 개업했다.
- 1927년 10월 1일 - 국유화에 따라 일본국유철도의 소속이 되었다.
- 1984년 4월 8일 - 전철화에 따라 역내 교행 설비를 철거했다.
- 1987년 4월 1일 - 민영화에 따라 동일본 여객철도의 소속이 되었다.
- 2008년 3월 15일 - 스이카의 사용이 개시되었다.

## 인접역
| 동일본 여객철도 야히코 선 | 동일본 여객철도 야히코 선 | 동일본 여객철도 야히코 선 |
| ------------------------- | ------------------------- | ------------------------- |
| 쓰바메산조 야히코 방면    | ■ 보통                    | 시·종착역                 |